# Erythrogonys
Erythrogonys is een geslacht van vogels uit de familie kieviten en plevieren (Charadriidae). Het geslacht telt één soort:

## Soorten
- Erythrogonys cinctus – Roodknieplevier